# Андрикян, Артак Манвелович
Арта́к Манве́лович Андрикя́н (арм. Արտակ Մանվելի Անդրիկյան; 24 января 1988, Ереван, Армянская ССР, СССР) — армянский футболист, полузащитник.

## Клубная карьера
Андрикян воспитанник футбольной школы «Пюник». Как и большинство талантливых игроков выпущенных из школы, Андрикян прошёл пусть к главной команде через дубль. За «Пюник-2» провёл 5 игр, после чего был переведён основную команду. В этом же году Андрикян сыграл полноценный матч за Суперкубок Армении против аштаракской «Мики». В сравнительно частых выходах на поле, тренеры молодёжки заприметили игру молодого футболиста. С этого момента Андрикян постоянно привлекался в ряды Молодёжной сборной. В 2008 году провёл 24 игры в 29 матчах в чемпионате. Однако в сезоне 2009 редко попадал в состав, тем самым потеряв место в основе. Более того, весь второй круг и вовсе провёл на скамейке запасных. В декабре 2009 года Артак Андрикян вместе с Норайром Саакяном был выставлен на трансфер. Оба игрока привлекли селекционеров ереванского «Улисса», от которых последовало приглашение на просмотр. После просмотра с бывшими игроками «Пюника» были заключены контракты.

## Статистика выступлений
Данные на 29 октября 2011
| Клуб             | Сезон            | Чемпионат | Чемпионат | Кубки | Кубки | Еврокубки | Еврокубки | Всего | Всего |
| Клуб             | Сезон            | Матчи     | Голы      | Матчи | Голы  | Матчи     | Голы      | Матчи | Голы  |
| ---------------- | ---------------- | --------- | --------- | ----- | ----- | --------- | --------- | ----- | ----- |
| Пюник            | 2007             | 9         | 0         | 1     | 0     | 0         | 0         | 10    | 0     |
| Пюник            | 2008             | 23        | 0         | 4     | 0     | 2         | 0         | 29    | 0     |
| Пюник            | 2009             | 8         | 0         | 4     | 1     | 0         | 0         | 12    | 1     |
| Всего            | Всего            | 40        | 0         | 9     | 1     | 2         | 0         | 51    | 1     |
| Улисс            | 2010             | 18        | 1         | 3     | 0     | 2         | 0         | 23    | 1     |
| Улисс            | 2011             | 25        | 0         | 3     | 0     | 2         | 0         | 30    | 0     |
| Улисс            | 2012/13          | 0         | 0         | 0     | 0     | 0         | 0         | 0     | 0     |
| Всего            | Всего            | 47        | 1         | 6     | 0     | 4         | 0         | 53    | 1     |
| Всего за карьеру | Всего за карьеру | 87        | 1         | 15    | 1     | 6         | 0         | 104   | 2     |

## Достижения

### Командные достижения
«Пюник»
- Чемпион Армении (3): 2007, 2008, 2009
- Обладатель Кубка Армении (1): 2009
- Обладатель Суперкубка Армении (2): 2007, 2008
- Финалист Суперкубок Армении (1): 2009

«Улисс»
- Чемпион Армении (1): 2011
- Бронзовый призёр Чемпионата Армении (1): 2010